# Glen De Boeck
Glen De Boeck (22 d'agost de 1971) és un exfutbolista belga.

## Selecció de Bèlgica
Va formar part de l'equip belga a la Copa del Món de 1998.